# Steinbacher Kampfgans
| Steinbacher Kampfgans                                          | Steinbacher Kampfgans                                          |
| Steinbacher Kampfgans im Zoo Hannover, Foto von Astrid Musmann | Steinbacher Kampfgans im Zoo Hannover, Foto von Astrid Musmann |
| -------------------------------------------------------------- | -------------------------------------------------------------- |
| Herkunft                                                       | Steinbach-Hallenberg und Brotterode, Deutschland               |
| Standard                                                       | - BDRG seit 1932 - EE                                          |
| Gewicht                                                        | - Ganter: 5,5 bis 6,5 kg - Gans: 4,5 bis 5,5 kg                |
| Farbenschläge                                                  | - grau - blau                                                  |
| Legeleistung                                                   | - 20 Stück - Mindesteigewicht: 130 g - Eierschalenfarbe: weiß  |
| Liste von Gänserassen                                          |                                                                |

Die Steinbacher Kampfgans ist eine mittelgroße Gänserasse.

## Merkmale
Die Steinbacher Kampfgänse haben anders als die meisten anderen Gänserassen eine schwarze Gebissleiste, was sie recht grimmig aussehen lässt.
Die Steinbacher Kampfgänse sind lebhafte Tiere und wirken sehr elegant.

## Geschichte
Die Steinbacher Kampfgänse wurden Ende des 19. Jahrhunderts in Thüringen bei Steinbach-Hallenberg und Brotterode erzüchtet, aber erst 1932 anerkannt. Ursprünglich wurde diese Rasse zu Ganterkämpfen genutzt. Als Ausgangstiere wurden Höckergänse und Landgänse und/oder Russische Kampfgänse verwendet (umstritten).